# Opération Werwolf II
Pour les articles homonymes, voir Opération Werwolf.
L'opération Werwolf II est une opération de lutte contre les partisans polonais établis dans le district de Zamość. Cette opération se déroule en juin 1943 dans le cadre de l'Action Zamość, projet de colonisation germanique initié par Odilo Globocnik à la demande de Heinrich Himmler. 

## Déplacements de populations
Au cours de cette opération, 36 398 personnes sont évacuées du district et connaissent des sorts divers :  71% d'entre elles sont envoyées dans le Reich pour y travailler, 264 sont promis à un processus de regermanisation, et les personnes restantes sont déportés à Majdanek. 7 000 Ukrainiens sont déplacés et réinstallés dans des fermes polonaises.